# Jamell Anderson
Jamel Lenworth Anderson (Nottingham, 6 luglio 1990) è un cestista britannico.

## Carriera
Con la Gran Bretagna ha disputato i Campionati europei del 2022.